# أسيتوغوانامين
أسيتو جوان أمين (بالإنجليزية: Acetoguanamine )‏ هو مركب عضوي له الصيغة الكيميائية C4H7N5 . يستخدم الأسيتو جوان أمين كمادة خام في صناعة معدلات الراتنج مثل الميلامين وبنزو جوان أمين .